# Космос-148
Ко́смос-148 («ДС-П1-И № 2») — советский научно-исследовательский спутник серии космических аппаратов «Космос» типа «ДС-П1-И», запущенный для проведения юстировки, снятия точностных характеристик и периодического контроля функционирования наземных радиолокационных станций определения координат и передачи команд специальных систем Министерства обороны СССР.

## История создания
В декабре 1959 года создается Межведомственный научно-технический совет по космическим исследованиям при Академии Наук СССР во главе с академиком М. В. Келдышем, на который возлагается разработка тематических планов по созданию космических аппаратов, выдача основных тематических заданий, научно-техническая координация работ по исследованию и освоению верхних слоев атмосферы и космического пространства, подготовка вопросов организации международного сотрудничества в космических исследованиях.
Членом Президиума Межведомственного научно-технического совета по космическим исследованиям утверждается М. К. Янгель. В области прикладных задач проведения подобных работ было поручено НИИ-4 Министерства обороны СССР.
В 1962 году в программу второй очереди пусков ракеты-носителя «63С1» были включены космические аппараты «ДС-А1», «ДС-П1», «ДС-МТ» и «ДС-МГ».

## Особенности конструкции
Бортовой аппаратный комплекс космического аппарата «Космос-148» включал в себя:
- «БИ» — бортовая аппаратура с антенно-фидерным устройством;
- «Рубидий» — комплекс бортовой аппаратуры («РДМ-3» и «Факел-МС») траекторных измерений;
- «Трал-П2» — радиотелеметрическая система;
- программно-временной механизм;
- «ОПУ-12» — оперативное программное устройство;
- блок управления аппаратурой;
- датчик солнечной ориентации;
- система электроснабжения;
- пассивная система терморегулирования;
- «ИС-1203» — система измерения температур;
- антенно-фидерные устройства[2];

Конструкция всех космических аппаратов спутниковой платформы «ДС-П1-И» подобна платформе космического аппарата «ДС-П1», в аппаратном плане является новой разработкой с использованием малогабаритной обеспечивающей аппаратуры.

## Программа полёта КА «Космос-148»
«Космос-148» был вторым спутником из серии «ДС-П1-И». Всего было изготовлено и выведено на орбиту около 18 спутников. Все, кроме первого, запуски проводились с космодрома «Плесецк» в период с 1966 года по 1977 год.
Первый спутник серии - «Космос-106», был запущен с космодрома «Капустин Яр» 25 января 1966 года.
Постановщиком целевой задачи на спутниках серии «ДС-П1-И» были организации Министерства обороны СССР и Министерства радиопромышленности СССР.

### Запуск
Космический аппарат «Космос-148» был запущен 16 марта 1967 года ракета-носителем «63С1» с первой пусковой установки 133-й стартовой площадки космодрома «Плесецк».

### Результаты эксперимента
Спутник проработал до 7 мая 1967 года.
Полёт космического аппарата Космос-148 признан успешным. В ходе лётно-конструкторских испытаний все тактико-технические задания были выполнены полностью и с положительным результатом.